# Roststrupig myrfågel
Roststrupig myrfågel (Gymnopithys rufigula) är en fågel i familjen myrfåglar inom ordningen tättingar.

## Utseende och läte
Roststrupig myrfågel är en medelstor myrfågel. Den känns lätt igen på ljusa ben och en tydlig vit ögonring som i det svaga ljuset i skogen verkar vit. Bland lätena hörs låga spinnande ljud under födosök och vassa dubblerade toner när den jagar andra fåglar.

## Utbredning och systematik
Roststrupig myrfågel delas in i tre underarter med följande utbredning:
- Gymnopithys rufigula rufigula – förekommer i östligaste Venezuelas anslutning till Guyana och östra Brasilien norr om Amazonfloden
- Gymnopithys rufigula pallidus – förekommer i södra Venezuela (Bolívar och Amazonas)
- Gymnopithys rufigula pallidigula – förekommer på platåberg i det allra sydligaste Venezuela (Pica Yavita-Pimichín omgivningar)

## Levnadssätt
Roststrupig myrfågel hittas i regnskogens undervegetation. Den är starkt knuten till svärmande vandringsmyror som den följer för att fånga insekter som skräms upp i deras väg. Fågeln påträffas då ofta sitta på en vertikal stam någon meter ovan mark. Arten hörs vanligen innan den ses.

## Status
Arten har ett stort utbredningsområde och beståndet anses vara stabilt. Internationella naturvårdsunionen IUCN listar den därför som livskraftig (LC).